# Zhang Shunzi
Zhang Shunzi (traditioneel Chinees: 張舜咨) was een Chinees kunstschilder, dichter en kalligraaf die actief was tijdens de Yuan-periode. Zijn omgangsnamen waren Shixie en Shikui en zijn artistieke namen Lishan en Zhe Zuiweng.
Zhang woonde in Hangzhou in de provincie Zhejiang, waar hij een het ambt van bestuursvoorzitter van een arrondissement bekleedde. Zijn geboorte- en sterfdatum zijn niet bekend.
Zhang specialiseerde zich in bamboeschilderingen en shan shui-landschappen in gewassen inkt. Hij onderscheidde zich door zijn forse en gedurfde penseelstreken.